# GA Geijutsuka Art Design Class
GA Geijutsuka Art Design Class (GA 芸術科アートデザインクラス GA Geijutsuka Aato Dezain Kurasu) er en japansk mangaserie lavet som yonkoma (firebilledestriber) af Satoko Kiyuzuki. Serien startede i mangamagasinet Comic Gyutto! i 2004 og fortsatte efter dettes lukning i 2005 i Manga Time Kirara Carat, hvor den gik indtil udgangen af 2015. Serien blev sideløbende samlet i syv bind, hvoraf de seks første er oversat til engelsk af Yen Press. En animeserie i 12 afsnit bygget over mangaen blev sendt i Japan 6. juli - 29. september 2009. Ved den efterfølgende udgivelse på dvd blev animeserien desuden suppleret med et ekstra 13. afsnit.

## Plot
De fem piger Kisaragi, Noda, Tomokane, Oomichi og Namiko er alle startet på gymnasiets linje for billedkunst og design. Her lærer de om alle mulige former for kunst, og indimellem har de mange sjove og skøre oplevelser på og udenfor skolen. På gymnasiet findes også kunstklubben, hvis medlemmer bestemt ikke gør skolelivet mindre broget.

## Figurer

### Hovedpersoner
- Kisaragi Yamaguchi (山口 如月 Yamaguchi Kisaragi) - Elev i klasse GA-1 (billedkunst og design, år 1). Hun er en venlig person, men som hendes briller i overstørrelse afspejler, så har hun også en tendens til at være klodset. Hun er også naiv og købte f.eks. blyanter, der angiveligt var brugt af "studiernes gud" Sugawara no Michizane for over 1100 år siden. Desværre gør hendes personlighed hende til et nemt mål for Nodas og Tomokanes vittigheder og gale streger. Hun finder naturligt farvede katte (Suneko 素猫) uimodståelige og laver konstant kruseduller af dem i sin skitsebog. Kisaragi elsker at tegne og arbejder hårdt på at blive bedre, men til hendes ærgrelse bliver hendes kunst ofte ødelagt af Tomokane og Noda. Hun kærer sig imidlertid stadig dybt om sine venner, som f.eks. da hun var meget bekymret, da Namiko var syg. Hendes yndlingsstil, når det gælder mode, viser sig at være kimonoer.

- Miyabi Oomichi (大道 雅 Oomichi Miyabi) - Elev i klasse GA-1. Hun kaldes "professor" (キョージュ kyooju) af sine venner grundet hendes intelligens, har fremragende karakterer og lærer sine venner om mange former for kunst. Hun smiler sjældent men er ellers utroligt pålidelig og kan overraske, som når hun kan tage alt det ud af jakken, som hendes venner lige står og har brug for. Hun giver dog stadig indtryk af en mystisk personlighed, hvilket styrkes af sære kræfter som naturlig magnetisme og evnen til at kommunikere med skolens høns. Til daglig forekommer hun stoisk men er alligevel gerne med på leg og kan lide at være sammen med sine venner. Selvom hun er meget populær, har hun stadig ingen kærester men hævder dog, at hendes forældre allerede har valgt en forlovet til hende. Hun tiltaler alle som en formel samurai med det gammeldags og i nutiden akavede suffiks "-dono" i stedet for "-san". Hendes yndlingsfarve er sort, der ofte optræder i hendes kunst.

- Tomokane (友兼) - Elev i klasse GA-1. Hun er gruppens drengepige og får altid rodet sig ind i problemet på grund af sit eksplosive temperament. Hendes personlighed synes at være påvirket af frustrationer over hendes storebror. Han lod hende aldrig vinde i spil, der byggede på viden, og da han har en svag fysik, havde hun ikke lov at gøre noget fysisk mod ham. Hun kan lide at gøre ting ved hjælp af ren råstyrke og bruger f.eks. fysisk pres til forskellige nuancer i stedet for forskellige blyanter. Selvom hendes metoder og teknikker er ret grove, så viser det sig indimellem at hun har utrolige evner. Hun har dog en vane med at ødelægge kunst, især Kisaragis. Hun går ofte sammen med Noda i spøg og vittigheder.

- Namiko Nozaki (野崎 奈三子 Nozaki Namiko) - Elev i klasse GA-1. En høj pige med store bryster og den ældste i gruppen. Hun fungerer utilsigtet som mor eller storesøster for de andre piger, ikke mindst i forhold til den klodsede Kisaragi, og er altid parat til at hjælpe eller skælde dem ud. Flere gange bliver hun endda ligefrem kaldt "mor" af de andre, hvilket hun dog ikke bryder sig om. Hun har et lidt anstrengt forhold til Noda, som hun nogle gange kalder for "prinsesse" grundet dennes opførsel. Hun er sjældent i stand til at komme med morsomheder selv men er hurtig til at kritisere andres. Hun har en storesøster, der allerede er bestået fra GA-klassen.

- Miki Noda (野田 ミキ Noda Miki) - Elev i klasse GA-1. Noda er lille og kær, og ofte tror folk, at hun er en grundskoleelev. Som følge af det bærer hun sin uniform som gymnasieelev med stolthed. Namiko kalder hende for "prinsesse", fordi hun har det med at virke forkælet. Hun keder sig nemt og kommer jævnligt med ideer til, hvordan ting kan gøres mere spændende. F.eks. forvandlede hun en almindelig frokost til et spil, hvor alle skulle trække lodder og følge reglerne, der var skrevet på dem. Hun kan også lide at blande ting, inklusive drikkevarer. Hun er meget talentfuld og motiveret, når det gælder hendes studier, men hun bliver også nemt lunefuld, hvilket smitter af på hendes værker. Hendes hobby er mode, og hun bruger angiveligt otte minutter på hver side i modemagasiner. Noda ses normalt med en ny frisure hver gang, et tegn på hendes forkærlighed for mode. Hun har en særligt indsigt i, hvad folk har på, og kan øjeblikkeligt sige, hvor det stammer fra. Hun har en storesøster, der er tredieårselev.

### Kunstklubben
- Chikako Awara (芦原 ちかこ Awara Chikako) - En energisk og legesyg pige i klasse GA-3 og formand for kunstklubben. Når hun bliver sur, går det ofte udover klubbens yngre medlemmer og inventaret. Hun er meget excentrisk men forekommer alligevel vellidt, måske på grund af hendes Chubo-dialekt, som mange fejlagtig tror er Kansai-dialekt. Hun er bedste venner med Mizubuchi, som hun kalder for "Buchi-san".
- Mizubuchi (水渕) - En moden elev i klasse GA-3. Hun er barndomsveninde med Kisaragi Yamaguchi og værge for Chikako Awara. Mizubuchi var den der introducerede Kisaragi til skolen. Med tiden har hun lært, hvordan hun effektivt skal tackle Awaras excentriske personlighed. Hun er bedste venner med Awara, som hun kalder for "Aa-san".
- Uozomi (魚住) - Elev i klasse FA-3 (normal klasse) og næstformand for kunstklubben.
- Homura (保村) - Elev i klasse KJ-2 (bilværksted) og som regel målet for Awaras rasen.
- Tomokane (友兼) - Elev i klasse GA-2 og det nyeste medlem af kunstklubben. Han har en svag fysik, hvilket gjorde at han gik glip af det meste af sit første år i gymnasiet. Han meldte sig ind i klubben efter at have deltaget i deres skabelse af et spøgelseshus i klubrummet. Udadtil er han velopdragen, men i virkeligheden nyder han at lave numre med andre. Ligesom sin lillesøster i klasse GA-1 kendes han kun under sit efternavn.

### Lærere
- Takuma Sotoma (外間 巧真 Sotoma Takuma) - Klasselærer for klasse GA-1. Sotoma kan være meget streng og sætter ofte sine elever til at lave deres opgaver forfra. Han nyder dog stor respekt hos eleverne.
- Mayumi Usami (宇佐美 真由実 Usami Mayumi) - En tidligere elev på skolen som nu arbejder som assisterende klasselærer for Sotoma. Hun er en smuk og hårdtarbejdende lærer, men kan nogle gange være meget barnlig og nervøs, hvilket kom tydeligt til udtryk, da der skulle doneres blod, hvilket hun var mere bange for end eleverne. Nogle af hendes elever kalder hende for "Samechan-sensei", fordi da hun skulle introducere sig selv, da hun begyndte at undervise, kom hun til at stamme og sagde "Usame" i stedet for "Usami". Hun nyder at undervise men bliver også nemt skræmt. Usami har tilsyneladende romantiske følelser for Sotoma og tog således hemmeligt kopier af hans elevers værker, der gengav de to som et kærestepar.
- Sasamoto (笹本) - Klasselærer for klasse GA-3. Hun har et udseende som en drengepige og har en stoisk personlighed. Hun foretrækker at arbejde i fred og gik derfor med til at være rådgiver for kunstklubben, hvis klubrum hun dermed kunne bruge som arbejdsrum. "Tono-sensei", som hun kaldes af sine elever, føler dog intet videre ansvar for klubben og er ofte fraværende for at ryge.
- Yoshino Koshino (越廼 淑乃 Koshino Yoshino) - En streng gammel lærer med speciale i mode. Kisaragi er bange for hende, da hun er tilbøjelig til at råbe af sine elever.

### Andre
- Yoshikawa (吉川) - Elev i klasse GA-1. Hun og Oomichi vandt på et tidspunkt præmier for deres kunst og fik det udstillet på præfekturets kunstmuseum.
- Fujiko Nozaki (野崎 風二子 Nozaki Fujiko) - Namikos storesøster og formanden for kunstklubben, mens Awara var førsteårselev. Hun er allerede bestået, da serien begynder.
- Nodas storesøster - Elev i klasse FA-3 (normal klasse). Hun optræder nogle gange i et modemagasin og er derfor meget populær på skolen. Hendes ansigt vises dog aldrig.
- Yuuko Mitsui (三井 祐子 Mitsui Yuuko) - Elev i klasse GA-3.
- Nao Maruoka (丸岡 ナオ Maruoka Nao) - Elev i klasse GA-3.
- Marianne Van Tienen (マリアンヌ・ファン・ティエネン Marianne Van Tienen) - En udvekslingselev fra Frankrig der optræder i bind 4 af mangaserien. Hun prøver at skabe en trendy men traditionel kimono i sin tid i klasse GA-1.

## Manga
GA Geijutsuka Art Design Class startede i Heiwa Shuppans moe yonkoma-mangamagasin Comic Gyutto!, hvor den gik fra magasinets første udgave 23. juli 2004 til dets tredje og sidste udgave. Efterfølgende blev der offentliggjort et one-shot i august 2005-udgaven af Houbunshas mangamagasin Manga Time Kirara Carat og i november 2005-udgaven startede den som egentlig serie, hvor den gik indtil februar 2016-udgaven, der udkom 28. december 2015. Serien blev sideløbende samlet i syv bind. Ved Comic Con 2008 annoncerede Yen Press, at de havde erhvervet rettighederne til at udgive serien i Nordamerika. De har efterfølgende udgivet de seks første bind i serien.
| Bind | Udgivet            | ISBN                   |
| ---- | ------------------ | ---------------------- |
| 1    | 27. september 2006 | ISBN 978-4-8322-7593-5 |
|      |                    |                        |
| 2    | 28. januar 2008    | ISBN 978-4-8322-7675-8 |
|      |                    |                        |
| 3    | 27. august 2009    | ISBN 978-4-8322-7835-6 |
|      |                    |                        |
| 4    | 27. oktober 2011   | ISBN 978-4-8322-4077-3 |
|      |                    |                        |
| 5    | 11. september 2012 | ISBN 978-4-8322-4185-5 |
|      |                    |                        |
| 6    | 27. januar 2014    | ISBN 978-4-8322-4396-5 |
|      |                    |                        |
| 7    | 27. februar 2016   | ISBN 978-4-8322-4665-2 |
|      |                    |                        |

## Anime
En animeserie i 12 afsnit baseret på mangaen blev produceret AIC, instrueret af Hiroaki Sakurai og sendt af Yomiuri TV mellem 6. juli og 21. september 2009. Serien blev efterfølgende udgivet fordelt på seks dvd'er med to afsnit på hver fra 6. november 2009 til 2. april 2010. På sidstnævnte dag blev der desuden udgivet en ekstra dvd med et 13. afsnit. Hele serien blev desuden udgivet samlet på en blu-ray-boks 21. november 2012.
I de første elleve afsnit bliver slusangen Coloring palettes sunget af de fem hovedpersoner på skift i hver deres udgave. I de to sidste afsnit synger de den sammen.

### Stemmer
- Haruka Tomatsu - Kisaragi Yamaguchi
- Kaori Nazuka - Miyabi Oomichi
- Yui Horie - Namiko Nozaki
- Miyuki Sawashiro - Tomokane (begge)
- Ai Tokunaga - Miki Noda
- Akemi Kanda - Chikako Awara
- Ami Koshimizu - Mizubuchi
- Katsuyuki Konishi - Uozomi
- Ryo Naitou - Homura
- Kyousei Tsukui - Takuma Sotoma
- Omi Minami - Mayumi Usami
- Minami Takayama - Sasamoto
- Chinami Nishimura - Yoshino Koshino

### Afsnit
| # | Titel                                                                                      | Sendt første gang  |
| --- | ------------------------------------------------------------------------------------------ | ------------------ |
| |                                                                                            |                    |
| 01 | "Drawing Fun" "Egaite Asobo" (えがいてあそぼ)                                              | 6. juli 2009       |
| Hovedpersonerne introduceres, og de lærer om piktogrammer og skilte. Slutsang: Coloring palettes Tomokane-iro (トモカネいろ) af Miyuki Sawashiro. |                                                                                            |                    |
| 02 | "The Divine Pencil" "Kamisama no Enpitsu" (神様の鉛筆)                                     | 13. juli 2009      |
| Gruppen går på indkøb og hører historien om Kisaragis "specielle" blyanter. Slutsang: Coloring palettes Kisaragi-iro (キサラギいろ) af Haruka Tomatsu. Noter: Godt 17 minutter inde i afsnittet kan ses et glimt af Kuro fra Satoko Kiyuzukis manga Shoulder-a-Coffin Kuro. |                                                                                            |                    |
| 03 | "Tag Collage" "Onigokko Coraaju" (オニごっこコラージュ)                                    | 20. juli 2009      |
| Pigerne lærer om collager og leger tag-fat med farver. Slutsang: Coloring palettes Nodamiki-iro (ノダミキいろ) af Ai Tokunaga. |                                                                                            |                    |
| 04 | "The Importance of Photography" "Shashin Tonchi Inokorisan" (写真とんち居残りさん)         | 27. juli 2009      |
| Gruppen lærer om fotografering og hvad det kræver at tage et godt billede. Slutsang: Coloring palettes Kyooju-iro (キョージュいろ) af Kaori Nazuka. |                                                                                            |                    |
| 05 | "Life Art" "Seikatasu dezain Buchougoya" (生活デザイン部長小屋)                            | 3. august 2009     |
| Gruppen arbejder med kunst til brug for hverdagens produkter. Slutsang: Coloring palettes Namiko-iro (ナミコいろ) af Yui Horie. |                                                                                            |                    |
| 06 | "The Haunted Art Room" "Bijutsubu Yashiki" (美術部やしき)                                  | 10. august 2009    |
| Pigerne bliver bedt om at hente noget i kunstklubbens rum, men klubmedlemmerne har lavet det om til et spøgelseshus. Slutsang: Coloring palettes Tomokane-iro (トモカネいろ) af Miyuki Sawashiro. |                                                                                            |                    |
| 07 | "Trompe-l'oeil" "Toroppu Ruiyu" (騙し絵(トロンプ・ルイユ))                                 | 17. august 2009    |
| Gruppen besøger et lokalt kunstmuseum og lærer en masse under deres besøg. Slutsang: Coloring palettes Nodamiki-iro (ノダミキいろ) af Ai Tokunaga. |                                                                                            |                    |
| 08 | "Surrealism" "Shururearisumu" (シュルレアリスム)                                           | 24. august 2009    |
| Gruppen lærer om surrealisme, men Kisaragi falder i søvn flere gange og ender med surrealistiske drømme. Slutsang: Coloring palettes Kisaragi-iro (キサラギいろ) af Haruka Tomatsu. |                                                                                            |                    |
| 09 | "Strong Wind Stories" "Kyoufoo Kuusou" (強風空想)                                          | 31. august 2009    |
| Pigerne har forskelligt sjov på skolen, mens det blæser. Slutsang: Coloring palettes Kyooju-iro (キョージュいろ) af Kaori Nazuka. |                                                                                            |                    |
| 10 | "The Border Between Life and Death" "Odai wa "Sei to Shi no Sakai"" (お題は『生と死の境』) | 7. september 2009  |
| En bus til bloddonationer besøger skolen, og pigerne lærer hvor vigtige PR-maskotter er, da de får til opgave at designe en i klassen. Slutsang: Coloring palettes Namiko-iro (ナミコいろ) af Yui Horie. |                                                                                            |                    |
| 11 | "A Happy Ending" "Shiawase na" (しあわせな)                                                | 14. september 2009 |
| Kunstklubben får til opgave at lave en serie billeder til en lokal børnehaves historietime. Slutsang: Coloring palettes Kisaragi-iro (キサラギいろ) af Haruka Tomatsu. |                                                                                            |                    |
| 12 | "Hexenkessel" "Hekusen Kesseru" (ヘクセン・ケッセル)                                       | 21. september 2009 |
| Da Namiko må blive hjemme en dag, mens hun er syg, forsøger resten af gruppen at klare sig uden hende. Efter at hun er blevet rask, overnatter de sammen hos hende for at få gjort deres projekter færdige til tiden. De ender dog med at lave et kaotisk gang nabe og ikke ret meget arbejde. Slutsang: Kokoro-iro Palettes (ココロいろ Palettes) af GA Genki Girls.            |                                                                                            |                    |
| OVA | "Aozora ga Kakitai" (青空が描きたい)                                                       | 2. april 2010      |
| Pigerne har om mode i klassen og får til opgave at designe originalt tøj. Kisaragi har svært ved at få gjort sin opgave færdig, indtil Noda giver hende noget indsigt. Senere afslører Kisaragi, hvordan hun besluttede at studere kunst. Afslutningsvis gør hun forskellige ærinder for andre på skolen. Slutsang: Kokoro-iro Palettes (ココロいろ Palettes) af GA Genki Girls. |                                                                                            |                    |

## Cd'er
| Titel | Udgivet           | Kodenr.      | Type       | Indhold og bemærkninger |
| --- | ----------------- | ------------ | ---------- | ----------------------- |
| GA Geijutsuka Art Design Class Music Palette (GA 芸術科アートデザインクラス music palette GA Geijutsuka Aato Dezain Kurasu music palette) | 28. oktober 2009  | AVCA-29463/4 | Soundtrack | Sæt med to skiver.      |
| DJCD GA Radio Explosive Art (DJCD GAラジオ 爆発らじアート DJCD DA Rajio bakuhatsu raji aato)                                              | 29. december 2009 | MGS-0009     | DJCD       | Sæt med to skiver.      |

## Spil
Et PSP-spil blev udviklet af Russell og udgivet af dem 29. juli 2010 med titlen GA Geijutsuka Art Design Class -Slapstick Wonderland- (GA-芸術科アートデザインクラス.Slapstick WONDER LAND GA Geijutsuka Aato Dezain Kurasu -Slapstick Wonderland-). Spillet blev udgivet både i en almindelig udgave og en eksklusiv udgave.

## External links
- Officiel hjemmeside for animeserien Arkiveret 28. juli 2009 hos  Wayback Machine (japansk)
- GA Geijutsuka Art Design Class (manga) i Anime News Network's Encyklopædi
- Mania.com review of vol. 1 Arkiveret 2. juni 2009 hos  Wayback Machine
- Pop Culture Shock review of vol. 2 Arkiveret 15. juli 2009 hos  Wayback Machine